# S/2022 J 3
S/2022 J 3 — невеликий зовнішній природний супутник Юпітера, відкритий Скоттом Шеппардом 30 серпня 2022 року за допомогою 4-метрового телескопа імені Віктора Бланко в Серро-Тололо, Чилі. Про це було оголошено Центром малих планет 22 лютого 2023 року після того, як спостереження були зібрані протягом досить тривалого періоду часу, щоб підтвердити орбіту супутника.
S/2022 J 3 є частиною групи Ананке, скупчення ретроградних, нерегулярних супутників Юпітера, які рухаються по орбітах, подібних до Ананке, на великих півосях між 19–22 мільйонами км, ексцентриситетом орбіти між 0,1– 0,4, а нахили 139–155°. Має діаметр близько 1 км і абсолютну величину 17,3, що робить його одним із найменших відомих супутників Юпітера.
Спостереження за супутником ведуться вже більше 20 років, з найпершим відомим спостереженням 26 лютого 2003 року.